# Místokrálovství Nová Granada
Místokrálovství Nová Granada (španělsky Virreinato de la Nueva Granada) je označení někdejší španělské kolonie, existující na území dnešního Ekvádoru, Kolumbie, Panamy, Venezuely, severovýchodních částí Peru, západní části Guyany (tzv. Guayana Esequiba) a severní části Brazílie.
První Španělé se na tomto území usadili roku 1514. Po založení měst Santa Marta (1525) a Cartagena (1533) bylo pobřeží pevně ve španělských rukou a započala kolonizace vnitrozemí. Conquistador Gonzalo Jimenéz de Quesada, který při tažení k jihu kolonizoval rozlehlou oblast podél řeky Magdalena, porazil mocný indiánský kmen Čibčů a roku 1538 založil město Bogotu (Santa Fé de Bogotá), nazval celou oblast El nuevo reino de Granada (Nové granadské království – podle maurského granadského království v jižním Španělsku, dobytého roku 1492).
V Bogotě byla v letech 1548–1549 zřízena audiencie (soudní a poradní dvůr) a od roku 1564 úřad guvernéra, podléhajícího místokráli v Limě. Protože spojení mezi oběma městy bylo zdlouhavé, došlo roku 1717 k vyčlenění nového místokrálovství Nová Granada z dosavadního místokrálovství Peru. Místokrálovství představovala nejvyšší územní jednotku španělské správy v Americe. Původně byla jen dvě – Nové Španělsko se sídlem v Mexiku (Severní a Střední Amerika a karibské ostrovy), Peru (Jižní Amerika a Panama) se sídlem v Limě. Nyní se Nová Granada stala třetím a později (1776) přibylo ještě čtvrté místokrálovství La Plata se sídlem v Buenos Aires (Argentina, Uruguay, Paraguay a Bolívie).

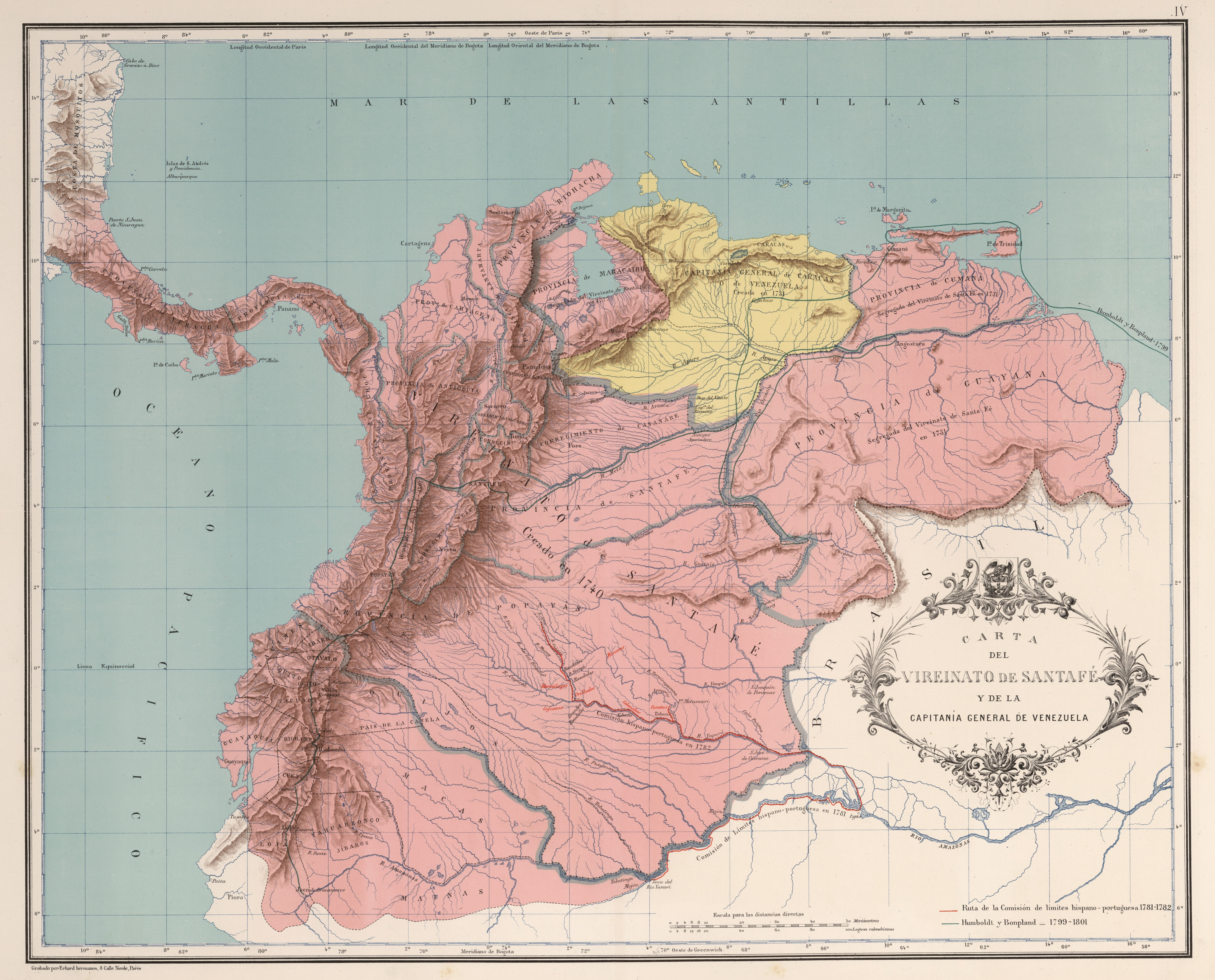
Místokrálovství v roce 1739

Nově ustavené místokrálovství zahrnovalo území dnešní Kolumbie, Panamy, Venezuely, Ekvádoru, severovýchodních částí Peru, západní části Guyany a severní části Brazílie. Nejednalo se o jednotné území – některé části Nové Granady podléhaly zvláštní správě (generální kapitanát v Caracasu, presidencie v Quitu). Tyto tradice pak po získání nezávislosti ve 20. letech 19. století přes veškeré úsilí Simóna Bolívara vedly k odtržení Venezuely a Ekvádoru. Název Nová Granada (zahrnující dnešní Kolumbii a Panamu) byl oficiálně užíván ještě několik desetiletí (Republika Nová Granada 1832–1858, Granadská konfederace 1858–1863), poté došlo k přejmenování na Kolumbii. V konzervativních kruzích však označení Nová Granada přežívalo ještě dlouho. I dnes se někdy v sousedních zemích mluví o Kolumbijcích jako o neogranadinos.